# Kontaktní proces
Kontaktní proces je technický postup pro výrobu kyseliny sírové za použití katalyzátoru (například oxidu vanadičného na oxidu křemičitém). Používal se v průmyslovém měřítku, ale od té doby se vyvinul do ziskovějšího a ekologičtějšího procesu dvojitého kontaktu. V minulosti se používal také proces s olověnou komorou a vitriolový proces.
Zatímco proces s olověnou komorou sahá až do poloviny 18. století, kontaktní proces si nechal patentovat Peregrine Phillips v Bristolu v roce 1831, ale první průmyslová implementace začala až o 50 let později – první takový závod byl postaven ve Freibergu v roce 1875 (Clemensem Winklerem). Zpočátku se využíval katalyzátor na bázi platiny, ale skutečný průlom v tomto procesu nastal až po zavedení oxidu vanadičného jako katalyzátoru (Chemico 1927). Zatímco v roce 1910 proces s olověnou komorou stále představoval přibližně 75 % produkce v Evropě a Severní Americe, v roce 1930 to bylo méně než 75 % a v roce 1960 pouze kolem 15 %, přičemž se nestavěly téměř žádné nové závody. Dnes byl zcela nahrazen kontaktním postupem.

## Proces
V prvním kroku procesu se spalováním síry vzniká oxid siřičitý. Vzduch potřebný pro spalování musí být před použitím dostatečně vysušen, aby se zabránilo korozi systému a deaktivaci katalyzátoru v důsledku jinak vzniklé kyseliny sírové nebo kyseliny siřičité:
S8 (s) + 8 O2 (g) → 8 SO2 (g) ΔH = -2376 kJ.mol−1
Spalování síry probíhá v přebytku vzduchu v peci se žáruvzdornou vyzdívkou za vzniku plynné směsi s asi 10 až 11 % oxidu siřičitého. Po spalování musí být plyn ochlazen na přibližně 410 až 440 °C, aby se dosáhlo teploty pro následný krok katalytické oxidace. Oxid siřičitý lze také získat pražením sulfidických rud.
Výsledný oxid siřičitý se přemění na oxid sírový v rovnovážné reakci s kyslíkem za použití platinového nebo vanadového katalyzátoru (na silikagelu SiO2):
2 SO2 (g) + O2 (g) → 2 SO3 (g) ΔH = -198 kJ.mol−1
Výsledný oxid sírový reaguje s vodou za vzniku kyseliny sírové. Oxid sírový se obvykle rozpouští v kyselině sírové za vzniku olea. Ve většině závodů na výrobu kyseliny sírové je běžnou praxí používat k rozpouštění SO3 přibližně 97 až 99% kyselinu sírovou a upravovat koncentraci této kyseliny sírové přidáním vody tak, aby nevznikala žádná dýmavá kyselina sírová. V některých závodech na výrobu kyseliny sírové se však oleum záměrně vyrábí, které se pak neředí vodou, ale používá se ke speciálním účelům.
Když oxid siřičitý reaguje s kyslíkem za vzniku oxidu sírového, je důležité, aby teplota nepřekročila rozmezí 400–600 °C.

## Katalýza
Základním reakčním krokem je oxidace oxidu siřičitého atmosférickým kyslíkem na oxid sírový za použití oxidu vanadičného jako katalyzátoru. Oxid vanadičný není v pórech křemeliny jako nosič obsažen jako pevná látka, ale je rozpuštěn v tavenině alkalického síranu v aktivním stavu. Teplota tání alkalického síranu proto ukazuje spodní mez použití katalyzátoru. Novější vývoj katalyzátorů snižuje tento bod tání a tím i nižší limit použití dopováním cesiem.
Reaktivní látka v katalýze je komplex se složením [(VO)2O(SO4)4]4−. Na nich se nejprve hromadí kyslík a poté oxid siřičitý. Ve dvou krocích reagují celkem dvě molekuly oxidu siřičitého s kyslíkem za vzniku oxidu sírového.
Oxid sírový se zavádí do kyseliny sírové a vzniká oleum, které dále ředí vodou za vzniku koncentrované kyseliny sírové.

## Metoda dvojitého kontaktu
Dvojitý kontaktní proces pro výrobu kyseliny sírové je dalším vývojem kontaktního procesu, ale je ziskovější a ekologičtější, a proto se dnes používá v průmyslovém měřítku.
Na rozdíl od jednoduchého kontaktního procesu prochází oxid siřičitý přes tři kontaktní patra a mezilehlý absorbér a poté přes další kontaktní vrstvu. Výsledný oxid sírový se poté rozpustí v kyselině sírové v konečném absorbéru. Moderní zařízení tak dosahují předepsané konverze oxidu siřičitého nejméně 99,8 %.